# Психическая дистанция
Психическая дистанция — это эстетическая концепция Э. Баллоу, введённая им в статье 1912 года «„Психическая дистанция“ как фактор в искусстве и как эстетический принцип» в Британском журнале психологии.
Согласно Баллоу, эта дистанция представляется как психологический процесс отделения от вещей их практических сторон и нашего практического отношения к ним, влекущий развитие опыта.

## „Психическая дистанция“ как фактор в искусстве и как эстетический принцип»

### Значение термина «психическая дистанция»
Э. Баллоу начинает свою статью с определения «психической дистанции». Он пишет, что понятие «дистанция» по отношению к искусству предполагает некую цепь мыслей, отнюдь не лишенную интереса и спекулятивной важности. Психическая дистанция — это дистанция в её общем значении, от которой различные виды дистанции (временная, действительная пространственная, представленная пространственная) приобретают эстетические качества.
Э. Баллоу на примере с морским туманом проясняет свою концепцию. Большинство людей испытывает по поводу тумана на море чувство острого неудовольствия: физического раздражения, практического неудобства, беспокойства и страха перед опасностью. Морской туман, однако, может быть источником удовольствия и наслаждения. Для этого нужно абстрагироваться от тревожащих свойств тумана, от практических неудобств, связанных с ним, посмотреть на это явление «объективно».

Э. Баллоу описывает этот «объективный» взгляд следующим образом:

«…вас окутывает плотная, едва просвечивающая молочная пелена, делающая расплывчатыми очертания предметов, превращающая их формы в нечто таинственно-причудливое: заметьте, воздух как бы способен перемещаться, он создает впечатление, что вы сможете дотронуться до некой далекой сирены, протянув лишь руку и дав ей затеряться там, за этой белой стеной; посмотрите на розовато-молочную гладь воды, лицемерно отвергающую всякую мысль об опасности; но превыше всего то необычное уединение, та отрешенность от мира, которые можно найти лишь на вершинах высочайших гор. И эти стороны в своем таинственном сочетании покоя и ужаса придают опыту оттенок такой необыкновенной остроты и прелести, что становится очевидной резкая противоположность этих сторон другим сторонам опыта, основанным на слепом, нарушающем душенное равновесие беспокойстве».

Таким образом, Баллоу показывает, что психическое дистанцирование — это не только негативный процесс тормозящего фактора (отделения от вещей их практических сторон и нашего практического отношения к ним), но и позитивный, заключающийся в развитии опыта на новой основе, созданной тормозящим действием дистанции.

### «Психическая дистанция» как эстетический принцип
Дистанция есть фактор, присущий всем видам искусства, и в связи с этим мы можем говорить, что дистанция есть также и эстетический принцип. Дистанция как эстетический принцип проявляет себя следующим образом:
- Психическая дистанция соединяет противоположные понятия: субъективное и объективное, идеалистическое и реалистическое, индивидуалистическое и типическое;
- Психическая дистанция даёт необходимый критерий прекрасного, в отличие от простого приятного;
- Психическая дистанция характеризует одну из важнейших ступеней художественного творчества;
- Психическая дистанция служит характерной чертой «художественного темперамента»;
- Психическая дистанция претендует на признание её существенной чертой «эстетического сознания», делая возможным созерцание объектов как эстетических объектов.

### Антиномия дистанции и изменчивость дистанции
Согласно Баллоу, чем больше мы подготовлены к созерцанию произведения искусства, тем больше сила и успех произведения искусства. Э. Баллоу описывает эту закономерность как антиномию дистанции.
Связанной и предполагающей эту антиномию является изменчивость дистанции. Дистанция изменяется как со способностями индивида, так и с характером объекта.
Чрезмерное изменение дистанции влечёт её потерю, при этом за уменьшение ответственен субъект, а за увеличение — объект. Последствия потери дистанции таковы, что из-за чрезмерного уменьшения произведение кажется «грубо натуралистичным», «отвратительным», «омерзительным в своем реализме», а из-за чрезмерного увеличения произведение кажется маловероятным, искусственным, пустым или абсурдным. По мнению Баллоу, самым желательным как в восприятии, так и в воспроизведении является предельное уменьшение дистанции, исключающее ее исчезновение.

## Психическая дистанция и остранение
Несложно отметить общие черты между «психической дистанцией» Баллоу и «остранением» в формализме:
1. Понятия психической дистанции и остранения были созданы в 1910-х годах;
2. Предполагают особое отношение к предмету, позволяющее увидеть в нем нечто, не схватываемое в обычном восприятии;
3. Критика одного понятия воспроизводима относительно другого.

Однако между этими понятиями также имеются различия:
1. Психическая дистанция подразумевает координаты дистанцирования, а остранение их не подразумевает;
2. Остранение связано с формой объекта, а психическая дистанция нет.

## Критика

### Критика Дж. Дики
В 1964 году выходит работа, главного представителя институционализма, Дж. Дики — «Миф об эстетическом отношении», в которой он подвергает критике теорию эстетического отношения Баллоу.
В этой статье Дики выделяет два типа теорий эстетического отношения: «сильные» и «слабые». Для «сильных» теорий верно, что эстетическое отношение обладает собственным существенным признаком в ряду отличающихся отношений субъекта к объекту. Для «слабых» теорий эстетическое отношение — это реализуемое особым образом обычное отношение к предмету. Концепцию «психической дистанции» Баллоу Дики относит к первым теориям.
Критика Дики предполагает, что понятие «психической дистанции» означает всего лишь фокус внимания, а поэтому не несёт никакого смысла.
Относительно теории Баллоу Дики выдвигает сомнение о существовании такого действие, как дистанцирование. Если «дистанцироваться» равнозначно тому, что чье-то внимание сфокусировано, тогда введение таких терминов как «дистанция», «чрезмерное уменьшение дистанции» и «чрезмерное увеличение дистанции» ничего не дает, а лишь отсылает нас в погоню за состояниями сознания, которых нет.